# Accord
Accord er en dansk butikskæde, der sælger og køber brugte dvd'er, blu-Ray's, cd'er og LP'er samt i mindre omfang bøger, tegneserier og kassettebånd mv.
Accord har 5 butikker i Storkøbenhavn pr. 2024:
- Accord Lyngby, Jernbanepladsen 35, 2800 Kgs. Lyngby ved Lyngby Station
- Accord Vesterbro, Vesterbrogade 63, 1660 København V
- Accord Nørrebro, Nørrebrogade 90, 2200 København N
- Lagersalg, Købmagergade 55, 1150 København K
- Sound Kbh K, Fiolstræde 26, 1171 København K

## Historie
Den første Accord-butik blev åbnet på Vesterbrogade i 1940 af Alfred E. Olsen. Efter 2. verdenskrig blev butikken flyttet til Gyldenløvesgade, hvor den lå frem til 1984.
I 1983 døde stifteren Alfred E. Olsen, og ingen af hans arvinger ville videreføre Accord. Efter et længerevarende ophørsudsalg blev Accord solgt til Frans Uffe Vestergård. Han lagde et halvt år senere Accord sammen med sine 2 andre butikker, Dr. Octopus og Pladepiraten i Nordre Frihavnsgade. Gennem 1980'erne og 1990'erne etablerede han nye butikker efter samme koncept, og i 2000 var der 5 butikker. De er siden blevet reduceret til 3 store butikker. Desuden er der kommet en butik med navnet Sound, der fokuserer på vinylplader. Uffe Vestergaard døde i 2018, men kæden føres blandt andet videre af hans børn.
Et af Uffe Vestergaards initiativer var et lagersalg, der først blev afholdt i Helligåndshuset. Derefter flyttede det rundt til forskellige butikslokaler i København for til sidst at ende i Skindergade 14. Her var det muligt at købe cd'er, lp'er, dvd'er, bøger mv. til enhedspris, der faldt løbende gennem en måned. Hver gang en måned var omme, begyndtes der så forfra med et nyt lagersalg. Accord blev imidlertid ramt økonomisk af nedlukning under coronaviruspandemien og bagefter af store stigninger i husleje og energiregninger. Det blev derfor besluttet at lukke lagersalget med sidste dag 30. december 2022. Derefter var der et pop-up lagersalg på Nørrebrogade 213 fra 1. oktober 2023 til 28. januar 2024. Endelig blev der så åbnet en ny butik med lagersalg på Købmagergade 55 29. juni 2024.